# Августовские киты
«Августовские киты» или «Киты августа» (англ. The Whales of August) — кинофильм режиссёра Линдсея Андерсона, вышедший на экраны в 1987 году. Сценарий был написан Дэвидом Берри по мотивам его собственной пьесы.
Последняя работа 93-летней Лиллиан Гиш и предпоследняя для 79-летней Бетт Дейвис.

## Сюжет
Две пожилые сестры проводят лето в старом доме на островке у берегов штата Мэн. В дни их молодости каждый август здесь появлялись киты, но их уже много лет не видели. Обстановка побуждает сестёр вспоминать прошлое, скрывающее источники непонимания и горечи, которые накопились за долгую жизнь. Либби после смерти мужа ожесточилась и способна причинить боль своей суровостью. Однако она не может позаботиться о себе из-за слепоты, поэтому всё хозяйство лежит на плечах живой и заботливой Сары. В фильме показан один день из жизни этих женщин.

## В ролях
- Бетт Дейвис — Либби Стронг
- Лиллиан Гиш — Сара Уэббер
- Винсент Прайс — господин Маранов
- Энн Сотерн — Тиша Доти
- Гарри Кэри младший — Джошуа Брэкетт
- Фрэнк Граймз — мистер Беквит
- Маргарет Лэдд — молодая Либби
- Тиша Стерлинг — молодая Тиша
- Мэри Стинберджен — молодая Сара

## Награды и номинации
- 1987 — премия Национального совета кинокритиков США за лучшую женскую роль (Лиллиан Гиш).
- 1988 — номинация на премию «Оскар» за лучшую женскую роль второго плана (Энн Сотерн).
- 1988 — три номинации на премию «Независимый дух»: лучшая женская роль (Лиллиан Гиш), лучшая женская роль второго плана (Энн Сотерн), лучшая мужская роль второго плана (Винсент Прайс).